# آبدزدکان ژرف‌زی
آبدزدکان ژرف‌زی (نام علمی: Aspiraculata) نام یک راسته از زیرشاخه آب‌دزدک دریایی است.